# برایان موزر
برایان موزر (به انگلیسی: Brian Moser) (با نام مستعار رودی کوپر (به انگلیسی: Rudy Cooper))، شخصیت منفی اصلی در فصل اول سریال دکستر است. او برادر تَنی دکستر مورگان است. او که به عنوان یک پروتزیست مشغول به کار است و تحت عنوان «قاتل کامیون یخچال‌دار» (به انگلیسی: The Ice Truck Killer)، به قتل زنان تن‌فروش می‌پردازد، تا بتواند توجه دکستر را به خود و گذشته مشترکشان جلب کند. به این منظور، او با خواهر ناتنی دکستر، دبرا مورگان نیز وارد رابطه عاشقانه می‌شود.